# Ulli Orth
Ulli Orth ist ein deutscher Jazz-Saxophonist, Klarinettist, Flötist und Komponist.

## Leben und Wirken
Orth studierte an den Musikhochschulen Hannover und Hamburg Saxophon und Musikpädagogik. Zu seinen Lehrern gehörten Herb Geller, Joe Viera, Wolfgang Engstfeld, Frank Gratkowski und Vincent Herring. Außerdem nahm er an verschiedenen Big-Band-Workshops teil (unter anderem bei Albert Mangelsdorff, Barry Guy, Dieter Glawischnig und Maria Schneider). Er ist seit 1983 als professioneller Musiker in der Hannoverschen Jazzszene und darüber hinaus aktiv.
Er spielt im Jazzorchester Niedersachsen, bei Experimenti Berlin, im Quartett und Septett von Lars Kuklinski, im Sextett von Herbert Hellhund, mit Ekkehard Jost und eigenen Bands (das Oktett Ulli Orth´s Quintessence, u. a. mit Rolf Zielke, Ulli Orth Quintett, Ulli Orth´s Adderley Memorial Band). Orth spielte in der Bigband von Roger Cicero Lead-Altsaxophon und ist Sideman auf mehreren von Ciceros CDs. Er arbeitete unter anderem mit Albert Mangelsdorff, Ralf Hübner und Dieter Glawischnig zusammen und komponierte unter anderem für Bigband, im Hardbop- und anderen Modern-Jazz-Stilen, E-Musik und in Third-Stream-Projekten, so bei der Bearbeitung von Barockmusik von Michael Praetorius für sein Oktett Quintessence. Er schlägt Verbindungen vom Jazz zu anderen Musikrichtungen wie Folklore und Kammermusik. Er komponierte auch symphonische Werke, so z. B. ein viersätziges Saxophonkonzert für einen Jazzsaxophonisten und ein klassisches Orchester, sowie die Orchesterphantasie „at Home“, wo Themen der Romantik von Franz Schubert und Friedrich Silcher verarbeitet werden.
Orth trat auf den Tagen der Neuen Musik in Donaueschingen, auf den Leverkusener Jazztagen, beim Mannheimer Jazzfestival und Jazzfest Berlin (1992 mit Experimenti) auf.
2000 erhielt er ein Arbeitsstipendium des niedersächsischen Ministerium für Wissenschaft und Kultur, er war mehrfacher Preisträger des Jazzpodium Niedersachsen und ist künstlerischer Leiter der Konzertreihe Jazz Art Niedersachsen.